# Circuito Norte de la Liga Nacional de Baloncesto
El Circuito Norte es una de las dos divisiones de la Liga Nacional de Baloncesto, la principal liga de baloncesto profesional de República Dominicana y está compuesto por cuatro equipos.

## Historia
El Circuito Norte y el Circuito Sureste fueron creados en 2006 después de la primera temporada de la liga.